# Alf Carroll
Alfred Carroll (sinh năm 1920) là một cầu thủ bóng đá người Anh thi đấu ở vị trí trung vệ.

## Sự nghiệp
Sinh ra ở Bradford, Carroll thi đấu cho Metallic Packing và Bradford City. Với Bradford City, ông có 28 lần ra sân ở Football League.